# Owen B. Pickett

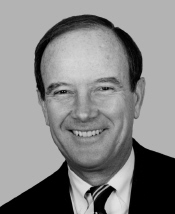

Owen Bradford Pickett (31 de agosto de 1930 - 27 de outubro de 2010) foi um político norte-americano, democrata, membro da Câmara dos Representantes dos Estados Unidos por Virgínia.